# Elisha Williams House

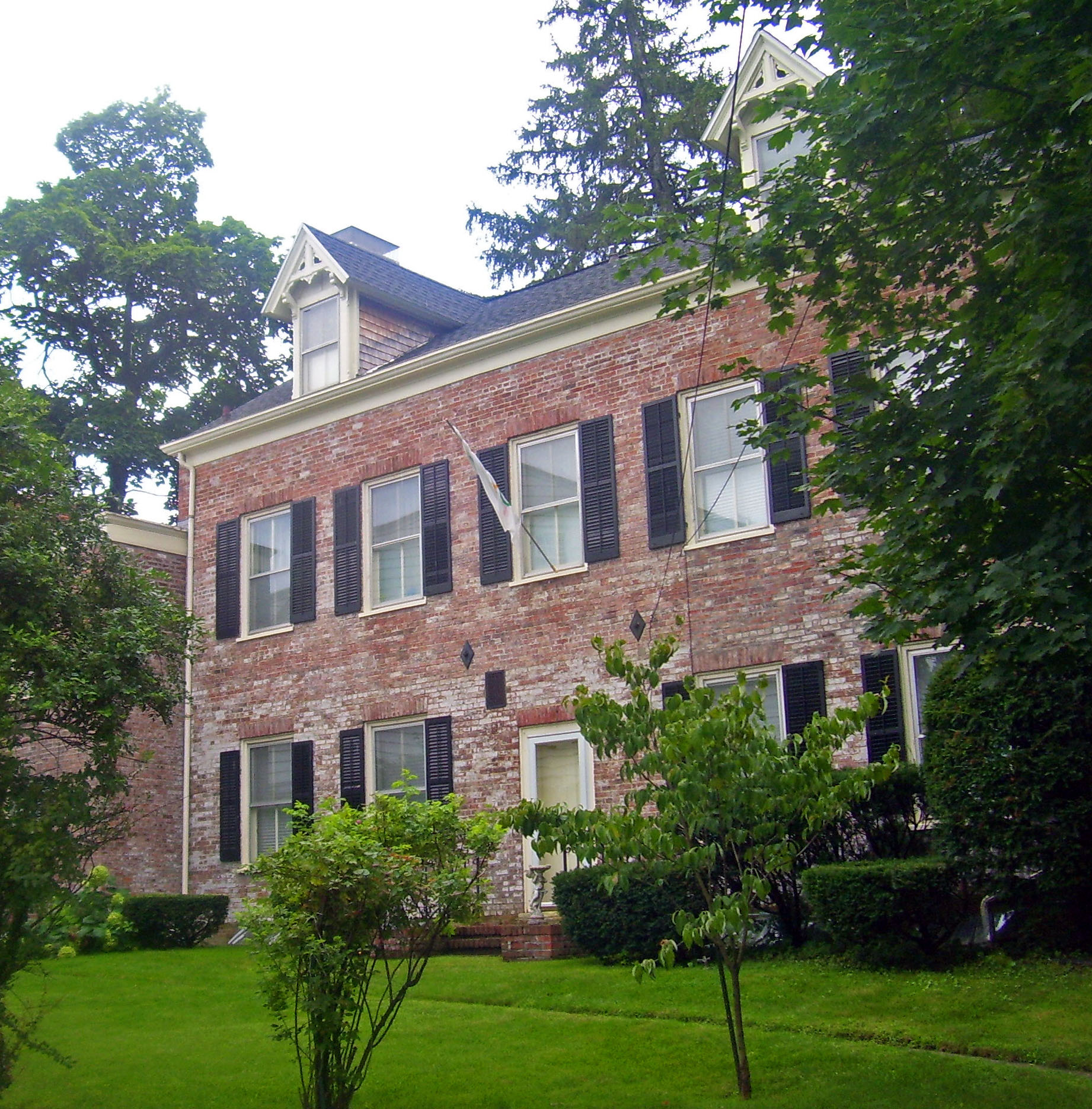
Nordseite (Rückseite) des Hauses im Jahr 2008

Das Elisha Williams House, das auch als Hawthorne House bekannt ist, ist ein Wohnhaus an der Aitkin Avenue im Osten von Hudson, New York in den Vereinigten Staaten. Das Backstein-Gebäude wurde im Federal Style um 1810 erbaut und unterscheidet sich von anderen in diesem Stil erbauten Häusern in Hudson. Einige dekorative Elemente im viktorianischen Stil wurden später hinzugefügt.
Williams, der ursprüngliche Erbauer des Hauses, war ein Rechtsanwalt und Politiker, der landesweit als begabter Redner Bekanntheit erlangte. Das Haus wurde 1999 in das National Register of Historic Places aufgenommen.

## Gebäude
Das Haus steht auf einer leicht geneigten Parzelle, die 27 m breit und 36 m lang ist, zwei Häuser nördlich der Green Street (New York State Route 23B) auf der Ostseite der Straße. Das Gebäude ist rechteckig. Es hat zweieinhalb Stockwerke und spannt fünf Joche. Es ist aus Backsteinen im Amerikanischen Verbund gemauert und sitzt auf einer steinernen Gründung. Das Haus steht in einem leichten Winkel zum Grundstück, sodass die vordere Fassade mehr nach Westen gerichtet ist, als dies bei den übrigen Häusern entlang der Straße der Fall ist.
Das Satteldach ist mit Schindeln aus Holz gedeckt. Zwei Schornsteine sitzen südlich des Dachfirstes an beiden Giebelenden, zwei mit Satteldächern gedeckte Dachgauben mit Ortgang erheben sich auf der nördlichen Dachhälfte. Ein geschlossenes Gesims bildet die Dachtraufe.
Die Fenster haben Fensterstürze aus Backsteinen und dünne steinerne Fensterbänke. Das Umfeld des Haupteingang ist aus Holz gefertigt, die Tür wird von zwei einfachen Pilastern gesäumt. Ein Eckstein aus Kalkstein an der südwestlichen Ecke trägt die Aufschrift „Hawthorne“. An der Ostseite des Gebäudes springt ein zweistöckiger Küchenflügel hervor.
Im Innern ist der Grundriss auf die zentral angesetzte Halle ausgerichtet, die Haupträume befinden sich auf beiden Seiten davon. Der ursprüngliche Grundriss wurde nicht verändert, und auch ein Teil der Innenausstattung, wie etwa der Treppenaufgang mit dem Treppenpfosten aus Kirschholz und das Kaminumfeld im Salon, sind original. Im zweiten Stock gibt es einige modernere Ergänzungen, etwa die Badezimmer. Der Keller ist nicht ausgebaut.

## Ästhetik
Das Elisha Williams House ist nicht das einzige Haus im Federal Style in Hudson, doch seine Signifikanz unterscheidet sich von den anderen, die zumeist am gegenüberliegenden Ende der Stadt in der Nähe des liegen, zum Hudson River hin. Bei Williams’ Haus wurde für das gesamte Gebäude Englischer Verband angewendet, während die Vorderseite bei den anderen Häusern im Flämischen Verband gemauert sind. Außerdem fehlen die Seitenlichter und das elliptische Oberlicht, die üblicherweise den Haupteingang eines Hauses in diesem Stil umrahmen.
Diese Abweichungen könnten die unterschiedliche regionale Herkunft der Erbauer des Hauses reflektieren. Die anderen Häuser im Federal Style wurden von Nachkommen der Stadtgründer errichtet, zumeist Walfänger, die aus den Küstengebieten von Massachusetts und Rhode Island nach Hudson kamen. Williams hingegen wurde im Landesinneren von Connecticut geboren.

## Geschichte
Der 1773 in Pomfret, Connecticut geborene Williams wurde zum Waisenkind und in die Obhut einer befreundeten Familie aufgenommen. Er lernte Rechtswissenschaften unter einem Richter in Litchfield und wurde 1793 von der New Yorker Anwaltskammer zugelassen, als er in das Weiler Spencertown in der heutigen Town of Austerlitz.
Er war ein überzeugender Sprecher und sein Ruf als Rechtsanwalt verbreitete sich rasch innerhalb und außerhalb von New York. Nachdem er 1795 die Tochter seines Vormundes heiratete, zog William 1799 nach Hudson. Zwei Jahre später wurde er zum ersten Mal in die New York State Assembly gewählt, der er für die Föderalistische Partei neun Amtsperioden angehörte.
Es ist zwar wahrscheinlich, dass Williams das Haus bauen ließ, doch der genaue Zeitpunkt ist unklar. Ein Stadtplan von 1801 zeigt es nicht, allerdings lag das Grundstück damals außerhalb der Stadtgrenzen, sodass es vielleicht aus diesem Grunde weggelassen wurde. Eine Karte aus dem Jahr 1816, augenscheinlich von der früheren Karte kopiert, zeigt an der Stelle ein Backsteingebäude. Man geht jedoch davon aus, dass Williams das Haus um 1810 kaufte oder bauen ließ. Zu jener Zeit lag die Vorderseite zum Union Turnpike hin, der heutigen New York State Route 66.
Williams’ juristische und politische Karriere verlief weiter positiv, obwohl die Föderalistische Partei nach dem Krieg von 1812 in einem allgemeinen Niedergang begriffen war. Bei der verfassungsgebenden Versammlung New Yorks im Jahr 1821 wandte sich Williams deutlich gegen die Erweiterung des Wahlrechts auf vermögenslose Männer, doch er konnte sich nicht durchsetzen. Er blieb bis Ende der 1820er Jahre im Amt, begann sich jedoch auf andere Projekte zu konzentrieren, etwa die Gründung des Ortes Waterloo im Seneca County in der Nähe der Finger Lakes. Nachdem er aus dem Amt geschieden war, wurde sein Gesundheitszustand schlechter. Er verbrachte viel Zeit in Waterloo, obwohl er immer noch als Einwohner von Hudson gemeldet war. 1832, ein Jahr vor seinem Tod, verkaufte Williams seinen Besitz an den ortsansässigen Farmer Richard Atwell.
Atwell verkaufte 1835 einen Teil des Grundstücks, wohnte jedoch weiterhin in dem Haus. Es wurde später als Hawthorne House bekannt, was auf die Inschrift auf dem Eckstein zurückgeht, deren Herkunft unklar ist. Es gibt ein Hawthorne Valley in der Nähe von Spencertown und es könnte sein, dass Williams den Stein mit sich gebracht hat, als er nach Westen zog. Atwells Schwiegersohn Richard Aitkin besaß das Haus bis 1856. Die Straße, die 1913 neben dem Haus gebaut wurde, trägt seinen Namen.